# Afrojack
Afrojack (/æfɹəˈdʒæk/), stylisé AFROJACK, de son vrai nom Nick Leonardus van de Wall, est un disc jockey et producteur de musique néerlandais d'electro house, né le 9 septembre 1987 à Spijkenisse, en Hollande-Méridionale. Son single Take Over Control, paru en 2010 en collaboration avec la chanteuse néerlandaise Eva Simons, se classe dans les charts de nombreux pays. La même année, Afrojack gagne en renommée internationale en jouant dans l'émission Essential Mix pour BBC Radio 1. 
Le 22 décembre 2010, il fait paraître son premier album studio intitulé Lost and Found. En 2011, Afrojack remixe le titre Last Night du DJ américain Ian Carey avec le rappeur américain Snoop Dogg ; la même année, il collabore sur la chanson de Pitbull, Give Me Everything, avec Ne-Yo et Nayer. Il offre en outre sa participation sur le titre de Beyoncé, Run the World (Girls). Afrojack dirige son propre label discographique, Wall Recordings, représenté par des disc jockeys tels que R3hab et Sidney Samson.
Après une 19e place en 2010 et une 7e place en 2011, il est classé 9e au classement des meilleurs DJ mondiaux du DJ Magazine en 2012 et 2013 ; il recule de trois places en 2014. Il est classé 8e en 2015.

## Biographie

### Jeunesse
Van de Wall naît et grandit à Spijkenisse, en Hollande-Méridionale, et possède des origines surinamaises. Il s'intéresse à un jeune âge à la musique, et joue du piano à cinq ans. Sa mère Debbie dirige une école de gymnastique locale. Après avoir quitté l'école, Van de Wall fait des études en désign graphique un an avant de se lancer dans une carrière de disc jockey et de producteur musical.

### Carrière
À quatorze ans, Van de Wall devient platiniste dans des bars et clubs locaux, et gagne parallèlement de l'argent en créant des pages en ligne pour ses collègues musiciens. En 2007, il fait paraitre In Your Face, sa première chanson sous le nom Afrojack. Il devient reconnu à l'international avec le titre Take Over Control en collaboration avec Eva Simons, qui atteint les classements musicaux de 10 pays différents.
En 2010, Afrojack atteint la 19e place du DJ Mag. Il est ensuite classé 7e du DJ Mag Top 100 DJ en 2011, puis 9e en 2012 et en 2013. En juillet 2010, Afrojack joue dans l'émission radio Essential Mix sur la BBC Radio 1. Il fait paraître l'EP Lost and Found  le 22 décembre 2010. En 2011, il participe au hit du rappeur Pitbull Give Me Everything avec Ne-Yo et Nayer, il participe aussi à Maldito Alcohol du rappeur de cubano-américain. Il contribue également au single Run the World (Girls) de Beyoncé. En janvier 2012, il est récompensé d'un European Border Breakers Award. Son nouveau single The Spark avec Spree Wilson atteint la troisième place des classements musicaux en Australie et en Nouvelle-Zélande, ainsi que le top 10 de plus de sept pays. En 2013, Afrojack est classé comme le 7e DJ le mieux payé au monde, selon le magazine Forbes.
En 2011, Afrojack coproduit avec d'autres artistes de renom comme Pitbull, David Guetta et Madonna. En 2012, il est parmi les têtes d'affiche de nombreux festivals tels que Tomorrowland (Belgique), le Ultra Music Festival (Floride), le Coachella Festival (Californie) et le Electric Daisy Carnival (Nevada). Son premier album, Forget the World, est publié le 19 mai 2014 et accueilli par la presse spécialisée d'une manière mitigée. En juin, il est sur une scène du Summer Festival à Anvers pour un set remarqué.
Le 17 mars 2015, Afrojack participe au single Hey Mama de David Guetta dans lequel il fournit les passages vocaux, aux côtés de Nicki Minaj. Le 4 avril 2016, il sort une collaboration avec le chanteur néerlandais Fais intitulée Hey.

### Vie privée
Afrojack et Paris Hilton entretiennent une relation durant laquelle il produit son deuxième album. Il est également le père d'une fille, Vegas, dont la mère est le mannequin néerlandais Amanda Balk, avec laquelle il a une relation antérieure.
Il partage sa vie avec la chanteuse italienne Elettra Lamborghini, petite-fille du créateur de la célèbre marque automobile. Ils annoncent leurs fiançailles le 25 décembre 2019. Afrojack épouse Elettra le 26 septembre 2020. La cérémonie a eu lieu à la villa del Balbiano, sur le lac de Côme, en Italie.

## Discographie
- 2010 : Lost and Found
- 2011 : Lost and Found 2
- 2013 : It's a Matter of...
- 2014 : Forget The World
- 2015 : NLW EP'S
- 2018 : Press Play
- 2022 : Afrojack Presents NLW

## Top 100 deDJ Magazine
Au classement des 100 meilleurs disc jockeys du monde, publié annuellement par DJ Magazine après un vote en ligne ouvert au public, Afrojack se positionne aux places suivantes :
- 2010 : #19 (entrée)
- 2011 : #7 (+12)
- 2012 : #9 (-2)
- 2013 : #9 (=)
- 2014 : #12 (-3)
- 2015 : #8 (+4)
- 2016 : #10 (-2)
- 2017 : #8 (+2)
- 2018 : #8 (=)
- 2019 : #9 (-1)
- 2020 : #7 (+2)
- 2021 : #6 (+1)
- 2022 : #6 (=)
- 2023 : #7 (-1)
- 2024 : #7 (=)